# Sphex lucae
Sphex lucae là một loài côn trùng cánh màng trong họ Sphecidae, thuộc chi Sphex. Loài này được de Saussure miêu tả khoa học đầu tiên năm 1867.